# Yamakawa Shūhō
Pour les articles homonymes, voir Yamakawa.
Yamakawa Shūhō est un nom japonais traditionnel ; le nom de famille (ou le nom d'école), Yamakawa, précède donc le prénom (ou le nom d'artiste).
Yamakawa Shūhō (山川 秀峰, 1898 - 1944) est un artiste peintre et graveur japonais actif dans les ères Taishō et Shōwa, appartenant du mouvement Shin-hanga.
Il est né à Kyoto sous le nom de Yamakawa Yoshio. C'est son premier professeur, Ikegami Shūhō (1874-1944), qui lui donna le nom de Yamakawa Shūhō. Yamakawa a ensuite étudié avec Kiyokata Kaburagi.  À la fin des années 1920, il commence à concevoir des gravures sur bois de belles femmes (bijin-ga), dont beaucoup ont été publiées par Shōzaburō Watanabe. Il a également travaillé comme illustrateur dans les années 1930. Yamakawa Shūhō est décédé d'une hémorragie cérébrale en 1944. 
L'Art Institute of Chicago et le Honolulu Museum of Art sont des collections publiques contenant des peintures de Yamakawa Shūhō. 

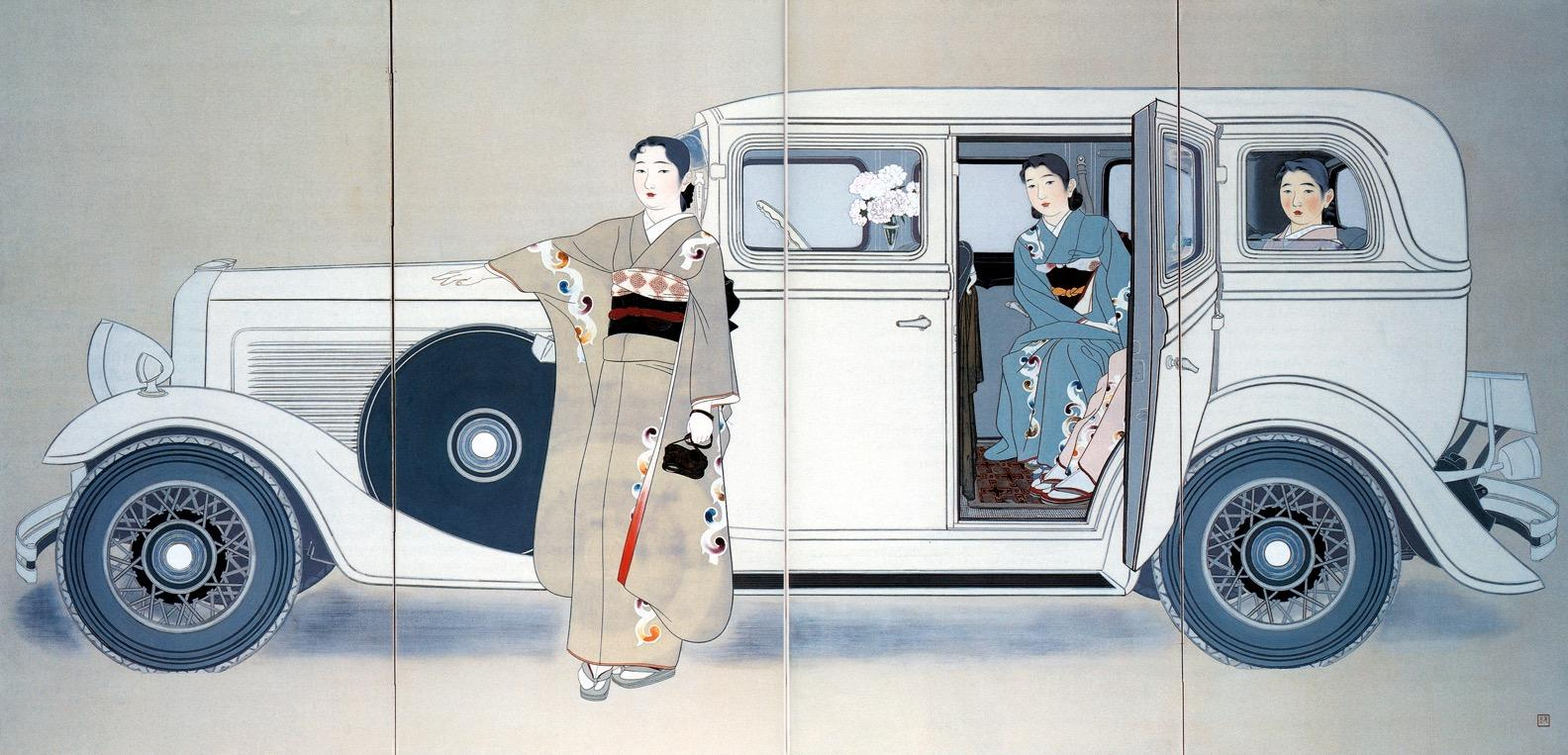
Trois sœurs, 1936, Honolulu Museum of Art.